# Arroz precocido
El arroz precocinado es un arroz tratado mediante cocción parcial previa con el objeto de reducir el posterior tiempo de cocinado. Este tipo de arroces permite que los ingredientes (generalmente vendidos por separado) se pongan juntos con agua hirviendo en la fase de cocinado. Dentro de los arroces precocinados están los vaporizados (o precocinados al vapor). 

## Características
Este tipo de arroz se somete a un cocimiento y posteriormente a un secado en un secador atmosférico hasta lograr su drenado/secado completo. Se trata de un método muy antiguo empleado en ciertas zonas de la India. Crece al cocinarse.